# 스텔라숲쥐
스텔라숲쥐(Hylomyscus stella)는 쥐과에 속하는 설치류의 일종이다. 부룬디와 카메룬, 중앙아프리카공화국, 콩고, 콩고민주공화국, 적도기니, 가봉, 케냐, 나이지리아, 르완다, 남수단, 탄자니아, 우간다에서 발견된다. 자연 서식지는 아열대 또는 열대 기후 지역의 습윤 저지대 숲과 습윤 산지 숲이다.